# Le Pré aux clercs

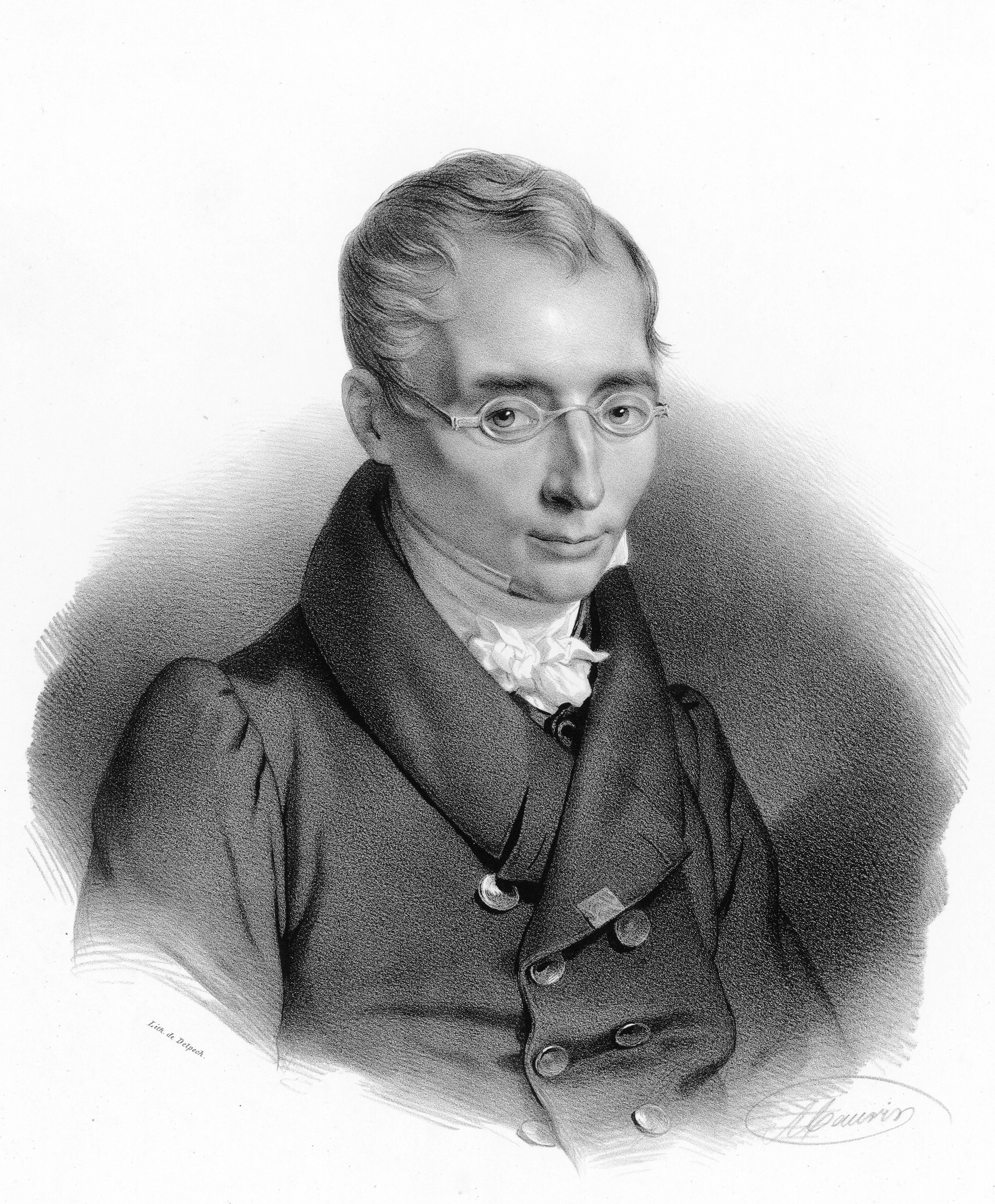
Ferdinand Hérold.

Le Pré aux clercs (Duellen) är en fransk opéra comique i tre akter med musik av Ferdinand Hérold och libretto av Eugène de Planard efter Prosper Mérimées pjäs La Chronique du temps de Charles IX (1829).

## Historia
Operan hade premiär den 15 december 1832 på Opéra-Comique i Paris och blev ännu mer populär är Hérolds tidigare opera Zampa. Den erbjuder en historisk handling om kärlek och intriger i 1500-talets Paris (Le Pré-aux-clercs var ett område på vänstra stranden mitt emot Louvren ökänt för dueller och kärleksmöten), samma innehåll som oftast förekommer i grand opéra än i komiska operor.
Svensk premiär på Kungliga Operan i Stockholm den 31 oktober 1836 under titeln Duellen.

## Personer
- Marguerite de Valois (Margareta av Valois) (sopran)
- Isabelle Montal (en ung grevinna från Béarn) (sopran)
- Nicette (förlovad med Girot) (sopran)
- Baron de Mergy (tenor)
- Greve de Comminges (tenor)
- Cantarelli (tenor)
- Girot (ledare för 'Pré aux clercs') (baryton)
- Un exempt du guet (detektiv) (bas)
- Tre bågskyttar
- En officer
- Vakter, officerare, ryttare, hovmän, bågskyttar, dansare (kör)

## Handling
Drottning Marguerite (hustru till kung Henrik IV av Frankrike) befinner sig på slottet Louvren. Hon åtföljs av sin hovdam Isabelle Montal. Kungen skickar sändebudet baron de Mergy att hämta hem drottningen och hovdamen. De besöker drottningen guddotter Nicette som ska gifta sig med Girot, ledaren för Pré-aux-clercs. Drottningen undrar över Isabelles sorgsenhet och varför hon avvisar alla friare. Isabelle svarar att hon önskar återvända hem. Marguerite informerar att Isabelle ska gifta sig med greve de Comminges. Isabelle älskar i stället Mergy. Deras kärlek väcker Comminges svartsjuka. Drottningen smider planer tillsammans med Nicette för att gifta bort Isabelle med Mergy i hemlighet. Bröllopet planeras äga rum i kapellet i Pré-aux-clercs och ska ske samtidigt med Nicettes och Girots bröllop. Comminges misstolkar ett budskap från Isabelles gamle lärare Cantarelli och tror att det är Mergy och Marguerite som ska vigas i hemlighet. Mergy utmanar Comminges på duell i gryningen. I all hemlighet vigs Mergy och Isabelle. Cantarelli anländer med parets pass och ger sig sedan av för att agera som Comminges sekundant i duellen med Mergy. Under duellen uppdagar Comminges att det är Isabelle som Mergy älskar och inte Marguerite. Comminges dör. Isabelle och Mergy ger sig av.